# Carmen Jean-François
Carmen Jean-François, né le 25 mars 1922 et décédé le 9 juin 1992, fut Première dame d'Haïti de mai à juin 1957, sous la présidence de Daniel Fignolé.

## Biographie
Carmen Jean-François est née le 25 mars 1922, et selon Carlo A. Désinor, sa ville natale était Thomazeau. Carmen était enseignante au Collège Notre-Dame du Perpétuel Secours à Bel Air (en), où elle enseignait le Cours Préparatoire I.
Carmen Jean-François était mariée à Daniel Fignolé, également enseignant, avec qui elle a eu sept enfants : cinq filles et deux garçons. Son mari, Fignolé, devint par la suite une figure importante de la politique haïtienne, en fondant dans les années 40 un important parti politique : le Mouvement des ouvriers paysans (MOP). Carmen Fignolé dirigeait l'aile féminine du MOP, connue sous le nom de « Bureau d'Action Féminine ». Elle dirigeait également La Famille, une publication du MOP consacrée aux questions familiales, notamment la parentalité, les relations de genre et l’éducation des enfants.
À la suite de l'ascension de Fignolé à la présidence, Carmen est devenue Première dame d'Haïti, exercice qu'elle a occupé de mai à juin 1957. Le règne de Fignolé s'est brusquement achevé après seulement dix-neuf jours, renversé par un coup d'État militaire mené par le général Antonio Kébreau. Carmen et Fignolé ont ensuite été escortés par la Garde côtière haïtienne (en) vers l'exil aux États-Unis. Carmen Jean-François, qui était restée aux États-Unis, est décédée le 9 juin 1992.